# Batalha de Candaar (2011)
A Batalha de Candaar foi um ataque das forças talibãs em 7 de maio de 2011 a cidade de Candaar. A batalha foi parte da ofensiva talibã da primavera de 2011. e foi a maior ofensiva do Talibã de 2011, ocasionando mais de 40 mortes e mais de 50 feridos totais. Os combates demonstraram que, apesar das pesadas perdas desde 2001, as forças talibãs continuam a ser uma ameaça para a coalizão e as forças afegãs e mostraram que a moral dos grupos insurgentes não acabou com a morte de Osama bin Laden.